# SONGS MAKE MY DAY
『SONGS MAKE MY DAY』（ソングス・メイク・マイ・デイ）は、日本の音楽ユニット・face to aceのカバー・アルバム。

## 概要
1980年代に流行した洋楽のポップ・ミュージックを中心にカバーしたアルバム。

## 収録曲
1. STEPPIN' OUT (4:58)
オリジナル：ジョー・ジャクソン（1982年）
2. THE RIDDLE (3:39)
オリジナル：ニック・カーショウ（1984年）
3. SHATTERED DREAMS (3:59)
オリジナル：ジョニー・ヘイツ・ジャズ（1988年）
4. PROMISES PROMISES (3:47)
オリジナル：ネイキッド・アイズ（1983年）
5. WONDERFUL LIFE (4:36)
オリジナル：ブラック（1987年）
6. IT'S ALL A GAME (3:37)
オリジナル：ナショナル・パスタイム
7. P-MACHINERY (4:22)
オリジナル：プロパガンダ（1985年）